# Oxyrhachis hoffmanni
Oxyrhachis hoffmanni är en insektsart som beskrevs av Capener 1968. Oxyrhachis hoffmanni ingår i släktet Oxyrhachis och familjen hornstritar. Inga underarter finns listade i Catalogue of Life.